# Pompéjac
Pompéjac – miejscowość i gmina we Francji, w regionie Nowa Akwitania, w departamencie Żyronda.
Według danych na rok 1990 gminę zamieszkiwało 206 osób, a gęstość zaludnienia wynosiła 21 osób/km² (wśród 2290 gmin Akwitanii Pompéjac plasuje się na 971. miejscu pod względem liczby ludności, natomiast pod względem powierzchni na miejscu 1073.).